# 引き札
 引き札 、または 引札 （ひきふだ）は、江戸、明治、大正時代にかけて、商店、問屋、仲買、製造販売元などの宣伝用チラシ。広告の歴史資料としてだけでなく、独特の色合いと大胆な図柄から美術品としての価値もある印刷物として蒐集の対象ともなり、各地の博物館に所蔵されるほか、展覧会も開かれている。

## 概要
初期の引き札は一色か二色であったが、色鮮やかな引き札は、浮世絵の衰退期に、文明開化で商業活動が盛んになったのに合わせて、日本の木版、石版、銅版、活版印刷の発展とともに大量に作られた、商店のチラシ、折り込み広告、手配りのビラ、景品、付録などの印刷物である。商品の広告だけでなく、開店、改装のお祝い、得意先配り、街頭配りなどにも使われた。
浮世絵に次ぐ手作りの風合いを持った最後の一般印刷物で、近代広告の元祖であるとともに、キャッチコピーの先駆けでもある。今では美術品として扱われ、また当時の時代的資料の価値もある。当時商店が扱った衣食住、日用品や産業だけでなく、絵に描かれた出始めの電話、電柱、自動車、電車、飛行機などの歴史資料も見られる。たとえば煙草の銘柄だと、敷島、大和、山桜、スター、チェリー、ヒーローなどとある。江戸東京、大阪、京都など当時の都市圏のほか、全国に広がった。サイズは浮世絵より小さいもの、大きいものなどさまざまである。家の壁や襖、銭湯に貼ったりもした。

## 歴史
13世紀に一遍上人が「南無阿弥陀仏」の札を出したとあるが、天和3年に越後屋が呉服の宣伝に「現金安売り掛け値なし」という引き札を十里四方に出したのが引き札の始まりと言われる。裕福な大名、武士が年に1、2回まとめて払う掛け値売りが大店舗では普通で、これを交渉値引き掛け売りがなく、現金取引の正札売りにしたのが、大いにあたった。同業者の反発に幕府の検閲も入ったが、井原西鶴はこれを大商人の手引きと引用した。来客に酒や割引券を進呈するなどの文句も話題になった。その後、平賀源内が1769年（明和6年）に知人の依頼で歯磨き粉の引き札を作ったのが有名になった他、多くの作家が引き札を作成し、話題になった。
明治、大正期には、浮世絵の伝統も残っており、機械木版刷り、石版摺りなどの導入で、手作りの味を残しながら、大量に印刷できる色鮮やかな引き札が登場し、現在引き札というと多く各地に現存するこの時代のものを思い浮かべる。
引き札の語源は、「お客を引く」、「引き付ける」、「配る」（配るを引くと言った）から来ているという諸説ある。当初は、札回し、安売り目録書き、口上書、書付、挿広告とも呼ばれた。江戸時代には何十万枚と出されたという記録があり、安政3年には松坂屋が5,500枚出したとある。ひろめ屋が配ったりもした。チラシの語源は、大阪で引き札をまき散らすから来ているという。
明治5年に東京日日新聞から新聞附録で使われ、のちに新聞広告の隆盛とともに取って代わられた。

## 特徴
初期はわずかな色数であったが、チラシの性質上、明るい見栄えのする色使い、鮮やかなぼかし技法、楽しくさわやかな図柄、大胆な構図になった。
めでたいもの、目新しいもの、話題のものの図柄が多く、美人や子供、開化の和服、太陽、恵比須、大黒様、積み俵、龍、富士、花鳥風月、ずんぐりした福助、軍人さん、ハイカラさん（ハイカラー）、かわいい動物、福の神、鯛、ラッパ、漁船、武者、染物工場の様子、荷造りの様子、生け花、宝船、国旗、相撲取り、洋館、汽車、汽船、日本三景、鶴亀、松竹梅、神話、陸軍御用など。藻を刈る（もうかる）、五鯉躍（御利益）などのごろ合わせの絵もある。
めでたい文字、繁栄、千客万来、勉強、大勉引、丈夫、大入り、正札、また火の用心なども挿入されている。暦、カレンダーの付いたもの、郵便早見表、電車の時刻表の付いたものもある。
引き札を出した店には存続している所も多いが、小規模経営の商店も多く、ツムラの中将湯や浅田飴、歯痛薬の今治水、アサヒビールのように現在もすべてが存続しているとは言えない。

## 引き札の種類

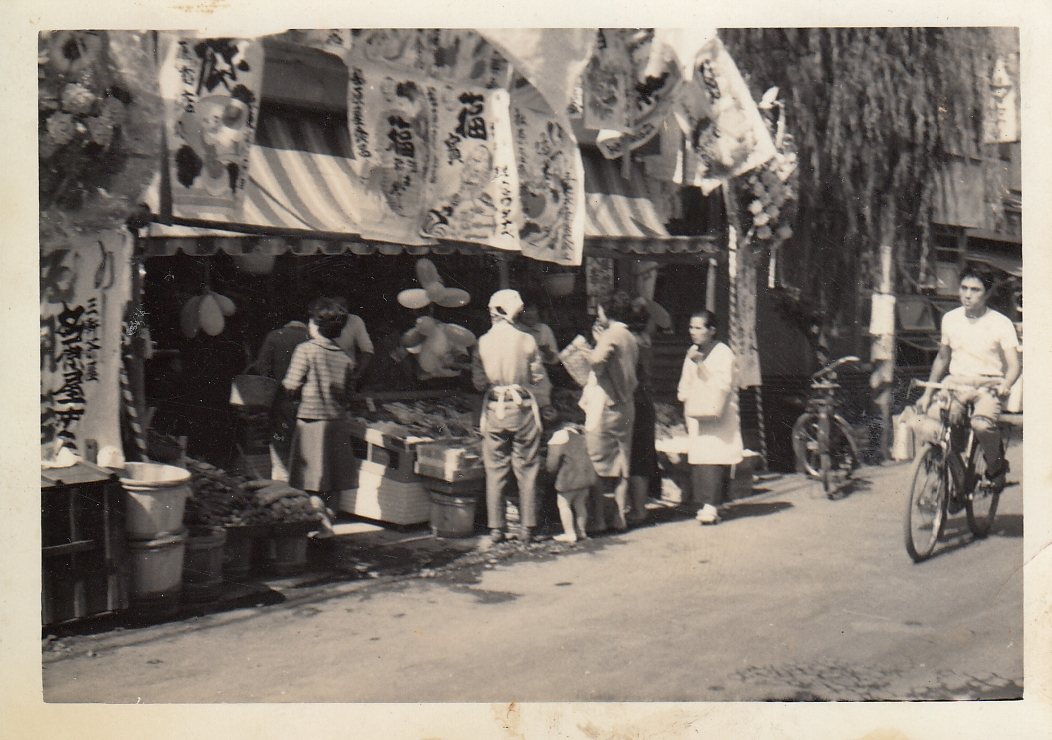
昭和30年代 商店開店時に掲出された絵ビラの様子

引き札
江戸時代から続く一、二色で広告文のあるものから、鮮やかな絵とともに、商品名、広告文、商店名または会社名、商店主名、屋号、紋、電話番号などが書いてあるものまで。また商標登録、振替口座の書いてあるものもある。
絵ビラ
開店や正月用、年末年始のあいさつ代わりに配られた内容のもの。
名入れ引き札
絵柄の部分のみで、空白部分を残して摺られ、後から商店名、商品名などを入れた。
文章札
挨拶文のほか、薬の説明書き、また江戸時代には、平賀源内が歯磨き粉漱石香の口上も書き、六千枚書いたという仮名垣魯文、河竹黙阿弥などの戯作文章も見られる。山東京伝、式亭三馬、曲亭馬琴、十返舎一九も引き札の仕事をした。
紙看板
木製看板と同じ縦長をしており、のちのポスターの先駆けになった。
風刺漫画札
風刺漫画の描いてある札。
興行案内札
歌舞伎などの興行演目付のもの。
墨摺引札
江戸時代の引き札。初期は短文のみだったのが、長文になり、のち挿絵が入り始める。
その他
神社の千社札、囲碁将棋大会の案内など。

## 引き札の扱った主な商品
食物
蒲鉾、お菓子、料理屋、鰹節、酒、酢、醤油、蜂蜜、鶏卵、砂糖、素麺、うどん、そば、牛乳、茶、肉、福神漬け、海産物、練うに、押し寿司、味噌、青物、鮮魚、小麦粉、そば粉、飴、金平糖、豆腐、米、せんべい、昆布、穀類、饅頭など食べ物。
衣類
帽子、帯地、下駄、鼻緒、足袋、履物、衣類、染物、仕立て物、嫁入り小袖、タオル、メリヤス、手拭、腹掛股引、裁縫針、菅笠、装束、シャツ、チョッキ、ハンカチ、反物、袋物、呉服、真綿、糸類、傘紙、古着など衣類関係。
その他
鉄鋼、旅籠、煙草、機具、運送店、雑貨、表具、灸治、雛人形、苗、種、線香、薪炭、荒物、売薬（家庭薬）、墨硯、文房具、馬具、肥料、材木、蚕、樟脳、漆器、紙、仕出し、諸油、ランプ、商業帳簿、セメント、石灰、学校用品、度量衡器、金物、化粧品、釘金物、差物、木炭、小間物、時計、糊類、瀬戸物、大工道具、和紙、そろばん、石油、古道具、畳、雑誌、新聞などがよく見られる。
なくなった物
びん付け、太物（綿織、麻織）、洗い粉、かみすき粉、八つ折り（履物）、麻裏（履物）、煙草入れ、かもじ、ねごま（婦人の髪にそえる髪）、まげ（髪を束ね結ったもの）など。